# آوادندان‌ها
آوادندان‌ها (نام علمی: Sonoda) نام یک سرده از تیره چروک‌سینگان است.